# Susan Howard
Susan Howard, de son vrai nom Jeri Lynn Mooney, est une actrice américaine, née le 28 janvier 1944 à Marshall, au Texas.

## Biographie
Elle est notamment connue dans son rôle de Donna, dans la série télévisée Dallas. Ses apparitions s'étalent des saisons 2 à 10.

## Filmographie

### Cinéma
- 1977 : Moonshine County Express (en) : Dot Hammer
- 1977 : Sidewinder 1 (en) : Chris Gentry
- 1993 : Come the Morning : Constance Gibson

### Télévision
- 1967 : Le Cheval de Fer (The Iron Horse) (Série) : Sara Collins / Bess Hennings
- 1968 : Star Trek (Série) : épisode La Colombe : Mara
- 1968 : Tarzan (Série) : Gloria
- 1968-1969 : Jinny de mes rêves (I Dream of Jeannie) (Série) : Salesgirl / Miss Temple
- 1969 : The Silent Gun (Téléfilm) : Lorisa Cole
- 1969 : Le Virginien (The Virginian) (Série) : saison 8 épisode 03 (Halfway back from hell) : Rebecca Teague
- 1969 : Bonanza (Série) : Laurie Nagel
- 1969 : L'Homme de fer (Ironside) (Série) : Jo Lyons
- 1969 : Au pays des géants (Land of the Giants) (Série) : Mme Garak
- 1969 : Les Bannis (The Outcasts) (Série) : Julie Mason
- 1969-1971 : Mannix (Série) : Amanda Hewitt (S4-Ep14) / Christina Preston (S3-Ep11)
- 1970 : Quarantined (Téléfilm) : Dr. Margaret Bedford
- 1972 : Le Sixième Sens (The Sixth Sense) (Série) : Needa
- 1972 : Mission Impossible (Série) : Nora Dawson
- 1972 : Columbo : Le Grain de sable (The Most Crucial Game) (série télévisée) : Shirley Wagner
- 1972 : Medical Center (Série) : Linda Crown
- 1973 : Chantage à Washington (Savage) (Téléfilm) : Lee Raynolds
- 1973 : Docteur Marcus Welby (Marcus Welby M.D.) (Série) : Dr. Barbara Kerr / Greta Francis
- 1973 et 1977 : Barnaby Jones (Série) : Frances Dunsley / Sandra Harris
- 1974 : Indict and Convict (Téléfilm) : Joanna Garrett
- 1974 : Night Games (Téléfilm) : Maggie Petrocelli
- 1974-1976 : Petrocelli (Série) : Maggie Petrocelli
- 1977 : Killer on Board (Téléfilm) : Julie Clayton
- 1978 : The Busters (Téléfilm) : Joanna Bailey
- 1978 : Superdome (en) (Téléfilm) : Nancy Walecki
- 1979 : Vegas (Série) : Laurie Turner
- 1979 : The Power Within (Téléfilm) : Dr. Joanne Miller
- 1979-1987 : Dallas (Série) : Donna Culver Krebbs
- 1980 : La croisière s'amuse (The Love Boat) (Série) : Cynthia Bowden